# Harald Scheerer
Harald Scheerer (* 21. Januar 1920 in Staßfurt; † 31. Dezember 2011 in Calw) war ein deutscher Fernsehmoderator, emeritierter Professor für angewandte Rhetorik, Rhetorikseminarleiter und Buchautor.

## Ausbildung
Scheerer studierte während des Zweiten Weltkrieges Betriebswirtschaftslehre und nahm nebenbei Schauspielunterricht. Nach dem Krieg war er als Dolmetscher für die amerikanischen Besatzungstruppen tätig.
Danach war er als Schauspieler, Regisseur, Rundfunkredakteur und Marketingleiter beschäftigt.
Ab 1965 arbeitete er als Dozent für Werbepsychologie an der Hochschule Pforzheim und wechselte später an den dortigen Lehrstuhl für Absatzwirtschaft. Ab 1972 bot er neben seiner Lehrtätigkeit Firmenseminare für Rhetorik und Führungsverhalten an, die er bis in die 2000er fortführte. In den 1970er Jahren moderierte er das Fernsehquiz Wer dreimal lügt in der ARD. In den 1990er Jahren konzipierte er für das WDR Fernsehen die Sendung Reden müßte man können. Er war auch Mitglied der Rezessionsvereinigung Schlaraffia in der Stadt Koblenz (Reych Confluentia) wie Ritter Eulenspiegel der Mime.

## Fernsehsendungen
- 1970–1974 Wer dreimal lügt (Fernsehquiz, ARD)[4]
- 1990er Jahre Reden müßte man können (Ratgebersendung, WDR Fernsehen)

## Werke
- Reden müsste man können: Wie Sie durch Ihr Sprechen gewinnen, Gabal, 1995, 2010 (überarbeitet)[5]
- 30 Minuten Gespräche gewaltfrei gewinnen, Gabal Verlag
- Endlich erfolgreich miteinander sprechen: So klappt's auch mit dem Partner, Gabal Verlag
- Erfolgreich führen durch Überzeugen, Ullstein Verlag, 1991
- Was alle über die Schlaraffia® wissen sollten, Allschlaraffia Verlag[6]